# Ibrahima Seydou Ndaw
Ibrahima Seydou Ndaw, fils de Gnima et de Seydou né le 13 juillet 1889 à Sokone, mort le 13 août 1969, est une personnalité politique sénégalaise, membre fondateur du BDS et maire de Kaolack.

## Biographie
Mobilisé pour combattre dans l’armée française durant la Première Guerre mondiale, il s'installe à Foundiougne à son retour en 1919, puis travaille dans la culture et le commerce de l’arachide.
En 1944, il crée le premier groupement d’hommes d’affaires sénégalais, le Syndicat des commerçants indigènes du Sine-Saloum (SYCOMISS) qu'il préside.
Alors que divers membres de l’hégémonique fédération sénégalaise de la SFIO s'oppose à Lamine Guèye, il conseille à Léopold Sédar Senghor de fonder un nouveau parti, le Bloc démocratique sénégalais. 
Paralysé depuis un accident de la circulation en septembre 1948, maire de Kaolack jusqu'en 1961, il préside le parlement territorial sénégalais de 1952 à 1959, et quitte à cette date le BDS, pour le Parti de la solidarité sénégalaise (PSS) créé l'année précédente. 
En 1963 président honoraire de l’Assemblée nationale.

## Hommages
Il laisse son nom à une avenue de Kaolack et la salle de délibération de la mairie de cette ville.
Professeur Abdoul Sow ,maître de conférences à la faculté des sciences et technologies de l'éducation et de la formation (FASTEF) de l'université Cheikh Anta Diop de Dakar lui  rend hommage avec son livre intitulé  IBRAHIMA SEYDOU NDAW 1890-1969
Essai d'histoire politique du Sénégal
Abdoul Sow
Préface du professeur Amadou Mahtar Mbow ; Postface du professeur Assane Seck
Harmattan Sénégal - Mémoires et biographies
HISTOIRE TÉMOIGNAGE, AUTOBIOGRAPHIE, RÉCIT AFRIQUE NOIRE Sénégal